# Изабелла (виноград)
Изабе́лла — естественный гибрид американского автохтонного винограда Vitis labrusca и европейского вида Vitis vinifera. В «Оксфордском винном справочнике» его обнаружение приписывается Изабелле Гиббс из Южной Каролины, в честь которой гибрид в 1816 году и получил своё название. К той же группе гибридов принадлежит виноград «Лидия».

## Ботанические свойства
Сорта группы «Изабелла» весьма неприхотливы и устойчивы к грибковым болезням (мильдью и оидиум), а также к филлоксере. Однако даже при условии устойчивости к болезням рекомендуется профилактическая обработка фунгицидами для винограда. Хорошо переносит повышенную влажность, не засухоустойчив.
Зрелые ягоды тёмно-пурпурные, почти чёрные, со слизистой мякотью и специфическим запахом. Кожица легко отходит от мякоти.
Ягоды созревают поздно и обычно потребляются свежими в качестве столового винограда. По вкусу слегка напоминают землянику.

## История и география
Возможно, именно с изабеллой попала в Европу из Америки корневая тля — филлоксера, которая уничтожила европейские виноградники во второй половине XIX века. Сорта группы «Изабелла» обладают устойчивостью к этому вредителю. В 1929 году О. Мандельштам называл изабеллу виноградом «плотным и тяжёлым, как гроздья самой ночи». Также об этом винограде говорится в стихотворении Юрия Левитанского «Изабелла».
Изабелла — один из самых распространённых сортов винограда: возделывается почти повсеместно, где растёт виноград, в том числе почти во всех южных районах бывшего СССР. Лидирующий сорт винограда в самых жарких странах (Колумбия, Бразилия, Индия и т. д.), так как стабильно даёт хороший урожай даже в экваториальных условиях.
В России рассматривается как неукрывный сорт, поскольку свободно произрастает в Поволжье, Черноземье, Подмосковье и Сибири. В Грузии иногда называется «одесса» (по-видимому, в память о городе, из которого он был завезён). В Трабзоне используется как основа для бекмеса (концентрированный фруктовый сок).
Виноделы Франции и других традиционных винодельческих стран крайне настороженно восприняли растущую популярность изабеллы в первые десятилетия XX века. Неприхотливость сорта и его высокая устойчивость к заболеваниям (включая филлоксеру) делала его привлекательным для мелких фермеров. Рост площадей виноградников, занимаемых изабеллой и подобными ей сортами, вёл к перепроизводству вина, сокращая рыночную долю тех виноделен, которые работали с культурным виноградом. Кроме того, всё больше молодых европейцев предпочитали изабелловое вино традиционному.
В условиях «великой депрессии» французские власти под давлением винодельческой отрасли запретили высадку новых кустов (лоз) изабеллы. Эта мера, принятая в 1935 году, была призвана поддержать традиционные винодельческие хозяйства. Итальянские власти ещё раньше, в 1931 году, ввели запрет на оборот вина из изабеллы, однако мелкие фермеры до конца 1980-х годов не обращали на этот запрет особого внимания.

## Использование в виноделии
Коммерческие вина из изабеллы (часто полусладкие или сладкие) производятся на севере Турции, в Абхазии («Радеда»), в Перу и других странах. В Западной Европе производство и продажа этих вин разрешены только в Швейцарии.
Домашнее вино из изабеллы для личного употребления вырабатывается в Австрии («Uhudler») и на севере Италии («Фраголино»).
В XXI веке оборот вин из гибридов культурного винограда с американскими видами (включая изабеллу) запрещён во всех странах Евросоюза. Нелегальные производители таких вин преследуются, а их продукция уничтожается. Официальная причина запрета — якобы более высокое содержание метанола в винах из сортов американского происхождения. Кроме того, противники изабелловых вин критикуют специфичность их аромата: при хранении более трёх лет у вина обычно появляется аромат гнили, что делает его непригодным к выдержке. Критики запрета считают, что он вызван опасениями конкуренции и другими причинами, которые привели к запрету изабеллы во Франции 1930-х годов.